# Warfare 1917
 (novembre 2020).
Warfare 1917 est un jeu de stratégie sur navigateur, développé par le programmeur australien ConArtist et publié par Armor Games, sorti le 19 septembre 2008. L'action se déroule pendant la Première Guerre mondiale.
Le jeu reçoit des critiques généralement favorables,,.

## Système de jeu
Dans Warfare 1917, le joueur ordonne aux soldats de capturer par vague successive du terrain et des tranchées tout en combattant les ennemis joués par l'ordinateur. Les unités sont déployées dans les campagnes britanniques et allemandes.
Le joueur commence une partie sur une carte n'ayant qu'un axe horizontal, mais offrant une profondeur, où sont placées des tranchées, des fils barbelés et des mines. Le but du joueur est de conquérir le camp d'en face en activant des vagues successives d'unités, tout en résistant aux attaques ennemies.
Pour cela, le joueur désigne l'unité qu'il souhaite envoyer au front, et son stock d'unité se recharge au moment de son choix ; les unités ayant un temps de rechargement différent. Les unités qu'il envoie se dirigent vers l'ennemi jusqu'à ce qu'elles atteignent une tranchée. Si la tranchée est pleine, elles continuent leur route, les tranchées ne pouvant contenir que trois unités, peu importe le nombre de soldat.
Le joueur peut envoyer quatre type d'appui feu où il le souhaite sur la carte, et qui se rechargent indépendamment : le tir de mortier, le tir d'artillerie, le tir d'obus à gaz et le tir anti-char.
La victoire est obtenue de deux manières : par le terrain ou le moral. La partie est remportée lorsque le joueur ou l'ordinateur a réussi à faire parvenir une unité de l'autre côté de la carte, maîtrisant ainsi le terrain. Elle peut aussi être obtenue lorsque la jauge de moral de l'adversaire se vide complètement. Le moral varie instantanément en fonction des victimes et des pertes au combat.

### Unités
Le joueur peut envoyer différentes unités. Tout d'abord, les fusiliers partent à l'assaut à dix. Ensuite, l'équipe d'assaut regroupe quatre soldats armés de fusils et grenades qu'ils jettent automatiquement sur les chars et dans les tranchées ennemies. Ils ont aussi la particularité de se rapprocher au plus près des tranchées avant de les attaquer. Puis, le mitrailleur est équipé d'une mitrailleuse lourde et accompagné de deux fusiliers. Cette équipe créé une défense solide dans une tranchée. Puis, l'officier, armé d'un revolver, a la particularité d'augmenter le moral et les dégâts des troupes alliées à proximité. De plus, le sniper est capable de tirer en étant hors de portée. Enfin, le char d'assaut résiste aux balles et tire à l'aide d'un canon et d'une mitrailleuse lourde, il est néanmoins vulnérable aux grenades, aux canons des chars ennemis et aux appui feu.

### Modes de jeu
Dans le mode Histoire, le joueur choisi au début de la partie quel camp il souhaite incarner, le camp anglais étant plus facile que le camp allemand, et est projeté dans des batailles après lesquelles il déloquera des nouveaux appui feu et de nouvelles unités. Le joueur gagne de l'expérience à chaque fois qu'un soldat ennemi meurt et peut utiliser cette expérience comme monnaie d'échange afin d'améliorer son camp.
Dans le mode Personnalisé, le joueur peut configurer des niveaux personnalisés. Il choisit la taille de la carte, le nombre de tranchées, le nombre de fils barbelés, la densité des mines, les unités et appui feu disponibles. Ses choix s'appliquent aux deux camps. Le joueur choisi aussi la difficulté du combat, ce qui influence le moral de l'adversaire et sa capacité à envoyer des unités.

## Suites
Une suite existe, Warfare 1944, mettant en scène les américains et les allemands lors de la Seconde Guerre mondiale.
Le 9 mai 2017, Warfare Online est disponible sur Steam mais il n'est plus accessible.